# Stanisław Maladyn
Stanisław Maladyn (ur. 2 sierpnia 1909 r. w Częstochowie, zm. 11 lipca 1956 r. tamże) – polski działacz robotniczy, przewodniczący prezydium Miejskiej Rady Narodowej w Częstochowie w latach 1952–1956.

## Życiorys
Urodzony 2 sierpnia 1909 r. w Częstochowie. W latach 1930–1932 należał do PPS-Lewica, później był członkiem był członkiem KZMP oraz KPP. W 1943 r. wstąpił do PPR. Od 1945 do 1946 r. był instruktorem Wydziału Organizacyjnego Komitetu Miejskiego PPR w Częstochowie, a później do 1947 r. kierownikiem jego Wydziału Propagandy. W 1947 r. został I sekretarzem Komitetu Dzielnicowego Śródmieście przy KM PZPR w Częstochowie, a w 1948 r. wrócił do Komitetu Miejskiego jako sekretarz ds. organizacyjnych i był nim do 1949 roku. 
W latach 1949–1950 był słuchaczem Centralnej Szkoły Partyjnej PZPR przy Komitecie Centralnym PZPR. Od 1950 do 1952 r. był I sekretarzem Komitetu Zakładowego Częstochowskich Zakładów Przemysłu Bawełnianego. W latach 1952–1955 był członkiem Egzekutywy Komitetu Miejskiego w Częstochowie, jednocześnie w latach 1952–1956 pełnił funkcję przewodniczącego Prezydium Miejskiej Rady Narodowej w Częstochowie.